# نافورة أحمد الثالث (أسكدار)
نافورة أحمد الثالث (بالتركية: Üsküdar III. Ahmet Çeşmesi)‏ في أسكدار - اسطنبول. بنيت على الطراز العثماني الروكوكو مابين 1728 و 1729 في عهد السلطان العثماني أحمد الثالث.